# Chrudimer
Chrudimer sinónimo : Chrudimer Zwetsche es una variedad cultivar de ciruelo (Prunus domestica), de las denominadas ciruelas europeas,
una variedad de ciruela, variedad criada en 1920 por el vivero "Vanek" en Chrudim en la región de Pardubice, probablemente surgió de una plántula encontrada en la zona.
Las frutas tienen un tamaño de grande a muy grande, con un color de piel azul a azul violeta, marcada con numerosos puntos blanquecinos no muy grandes, y pulpa de color verde a amarillo dorado, textura firme jugosa y con un sabor dulce, muy aromática, agradable.

## Sinonimia
- "Chruydiemer",
- "Credimer",
- "Chrudimer Zwetsche".[3]

## Historia
'Chrudimer' es una variedad local de ciruela, criada en 1920 por el vivero "Vanek" en Chrudim en la región de Pardubice, probablemente surgió de una plántula encontrada en la zona. Los árboles se criaban tradicionalmente a partir de retoños.

## Características
'Chrudimer' árbol de porte ancho, de crecimiento medio-fuerte y de buena y regular producción, requiere poco mantenimiento. Requiere ubicación cálida y un suelo nutritivo. Tiene un tiempo de floración que comienza a partir del 11 de abril con el 10% de floración, para el 15 de abril tiene una floración completa (80%), y para el 24 de abril tiene un 90% de caída de pétalos.
'Chrudimer' tiene una talla de tamaño grande a muy grande (peso promedio 48.40 g), de forma oval oblonga, ligeramente asimétrica, con la sutura línea clara, ancha pero poco profunda; Epidermis muy recia y fuerte, poca pruina, blanquecina, sin pubescencia, y la piel color azul a azul violeta, marcada con numerosos puntos blanquecinos no muy grandes; Pedúnculo de longitud más bien corto a medio (promedio 9.66 mm), grueso, ubicado en una cavidad del pedúnculo pequeña;pulpa de color verde a amarillo dorado, textura firme jugosa y con un sabor dulce, muy aromática, agradable.
Hueso semi adherido a la pulpa, grande, alargado, rugoso.
Tiempo  de maduración en la segunda quincena de agosto. Los frutos maduran de manera desigual, por lo que es necesario recogerlos paulatinamente.

## Usos
La ciruela 'Chrudimer' tiene buenas características como ciruela de postre en mesa, y así mismo buenas cualidades para ciruela de usos culinarios.

## Cultivo
La ciruela 'Chrudimer' es autofértil y cualquier otro polinizador es factible.
Muy susceptible a enfermedades, incluida la monilia.